# Улица Ленинская Слобода
Улица Ле́нинская Слобода́ (до 1923 — Си́моновская Ста́рая Слобода́, 1923—1936 — Улица Ле́нинская Слобода́; Се́ргиевская площадь, 1922—1950 — площадь Возрожде́ния; часть Восто́чной улицы и часть улицы Симоновослобо́дский Вал) — улица в Южном административном округе города Москвы на территории Даниловского района. Проходит от Велозаводской улицы до Автозаводской улицы. Нумерация домов ведётся от Велозаводской улицы.
Ленинская Слобода идёт от Велозаводской улицы, пересекая Пересветов переулок и Ослябинский переулок, Восточную улицу и улицу Мастеркова, 3-й Автозаводский проезд, далее следует вдоль берега Москвы-реки, в крайней точке её изгиба поворачивает налево, затем направо и выходит на Автозаводскую улицу.

## Происхождение названия
До 1923 года улица носила название Симоновской слободы, по находившемуся неподалёку Симонову монастырю. В 1924 году, после смерти В. И. Ульянова-Ленина, была переименована в его честь (затем ещё несколько раз переименовывалась).

## История
Многие строения слободы входили в ансамбль Завода Бари. Инженер и «временный московский купец» Александр Бари начал возводить кузнечно-котельный и меднолитейный механический завод около 1893 года, для предприятия было выбрано место в 5-м стане Московского уезда, Нагатинской волости — близ Симонова монастыря и напротив живописной дачи Селивановской.
Лизинская железнодорожная ветка была проложена для удобства производства П. П. фон Дервизом — после того, как его дела расстроились, он продал свои земли в слободе А. В. Бари.

## Здания и сооружения

### По нечётной стороне
- № 5, стр. 1, 2, 3 — здания бывшей железнодорожной станции «Лизино» (1915). Сейчас женская консультация № 16 и Подстанция скорой медицинской помощи №3
- № 7 — дом сотрудников «Братья Нобиль», торговля керосином.
- № 9 — Московское городское казначейство (Департамент финансов г. Москвы), Центр малого предпринимательства ЮАО г. Москвы
- № 17 — фабрика-кухня завода «Динамо», советское здание в стиле конструктивизма.
- № 19 — одноэтажный деревянный дом, одно из сохранившихся зданий завода инженера Бари.
- 21/3, к. 1 — двухэтажный старинный деревянный дом, был уничтожен своим собственником, ООО «Карат», в 2014—2015 годах под строительство нового здания в четыре этажа.
- № 23 — здание завода инженера Бари (после революции — завода «Динамо»).
- № 23 — краснокирпичный корпус завода инженера Бари.

### По чётной стороне
- № 26 — АЭК «Динамо».

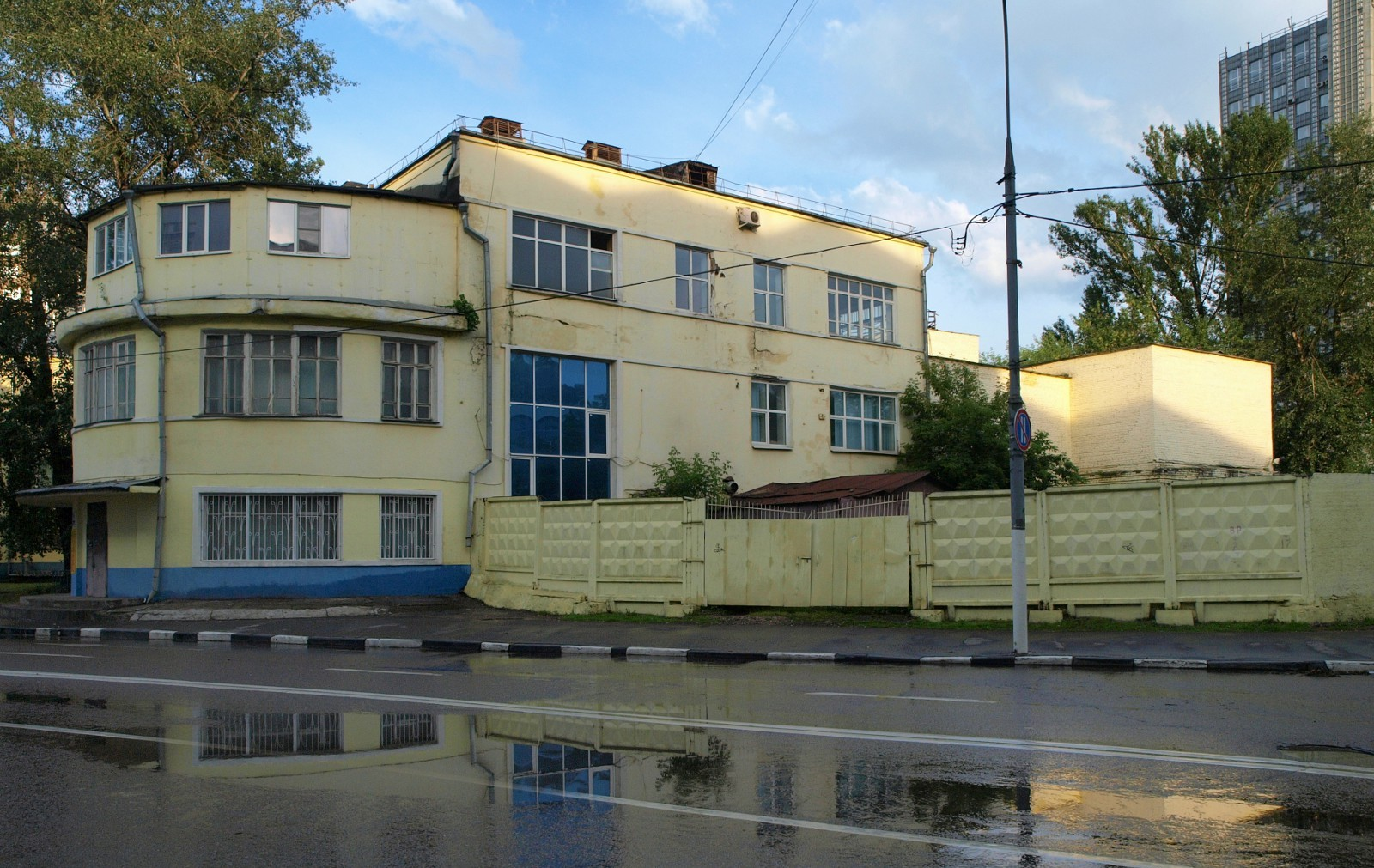
№ 17, фабрика-кухня завода «Динамо»
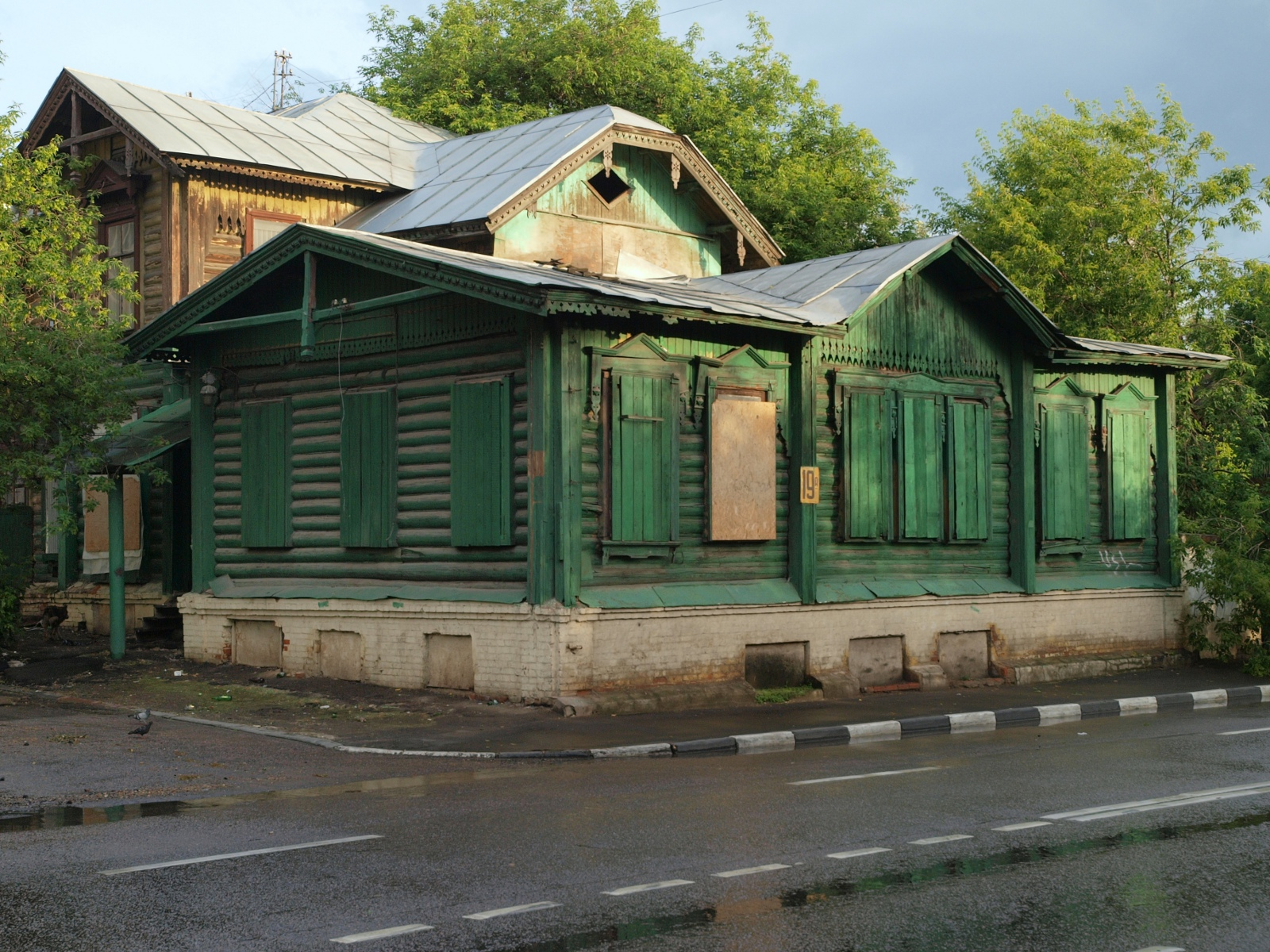
№ 19, деревянное здание завода Бари (2010 год)
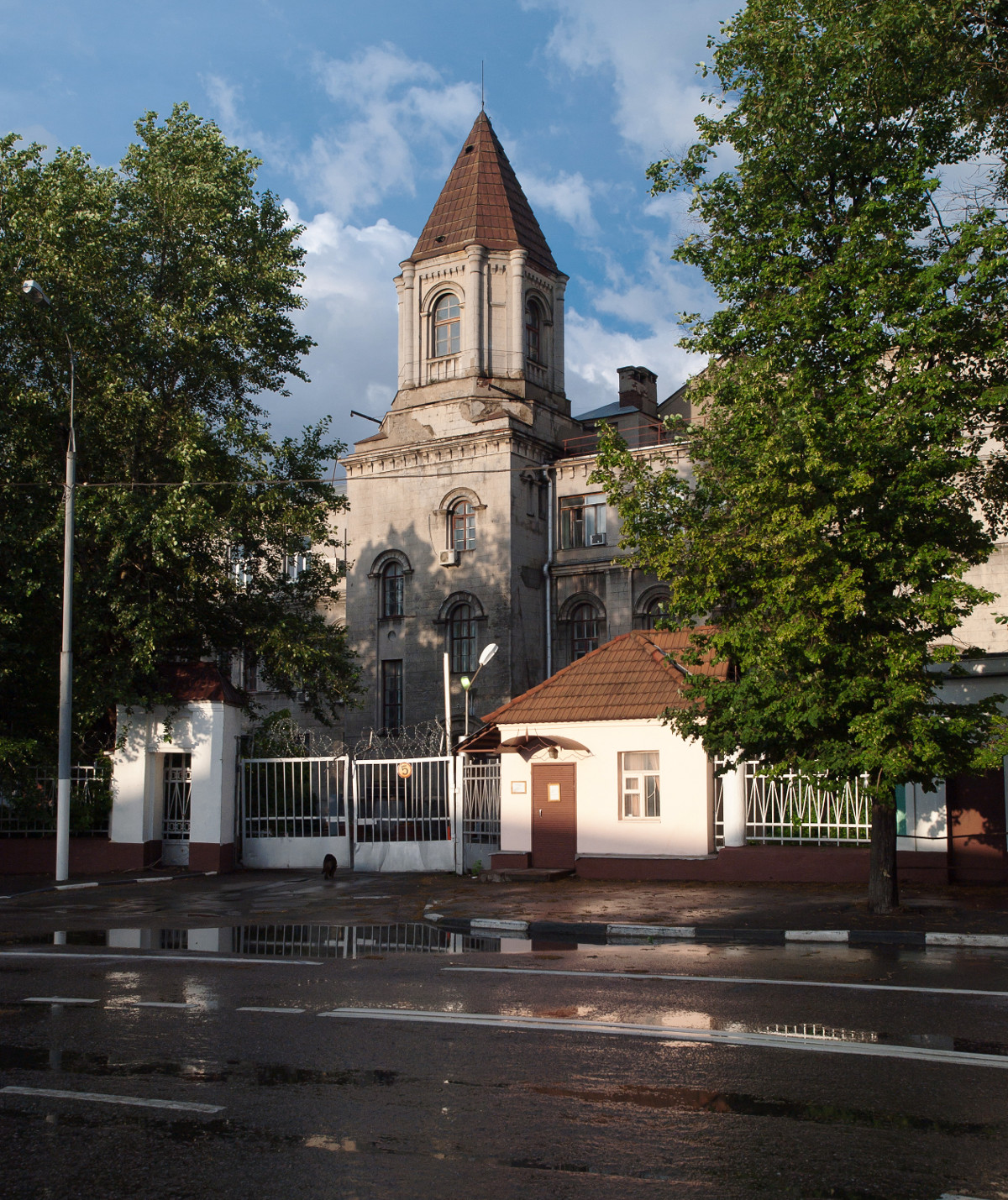
№ 23, контора завода Бари
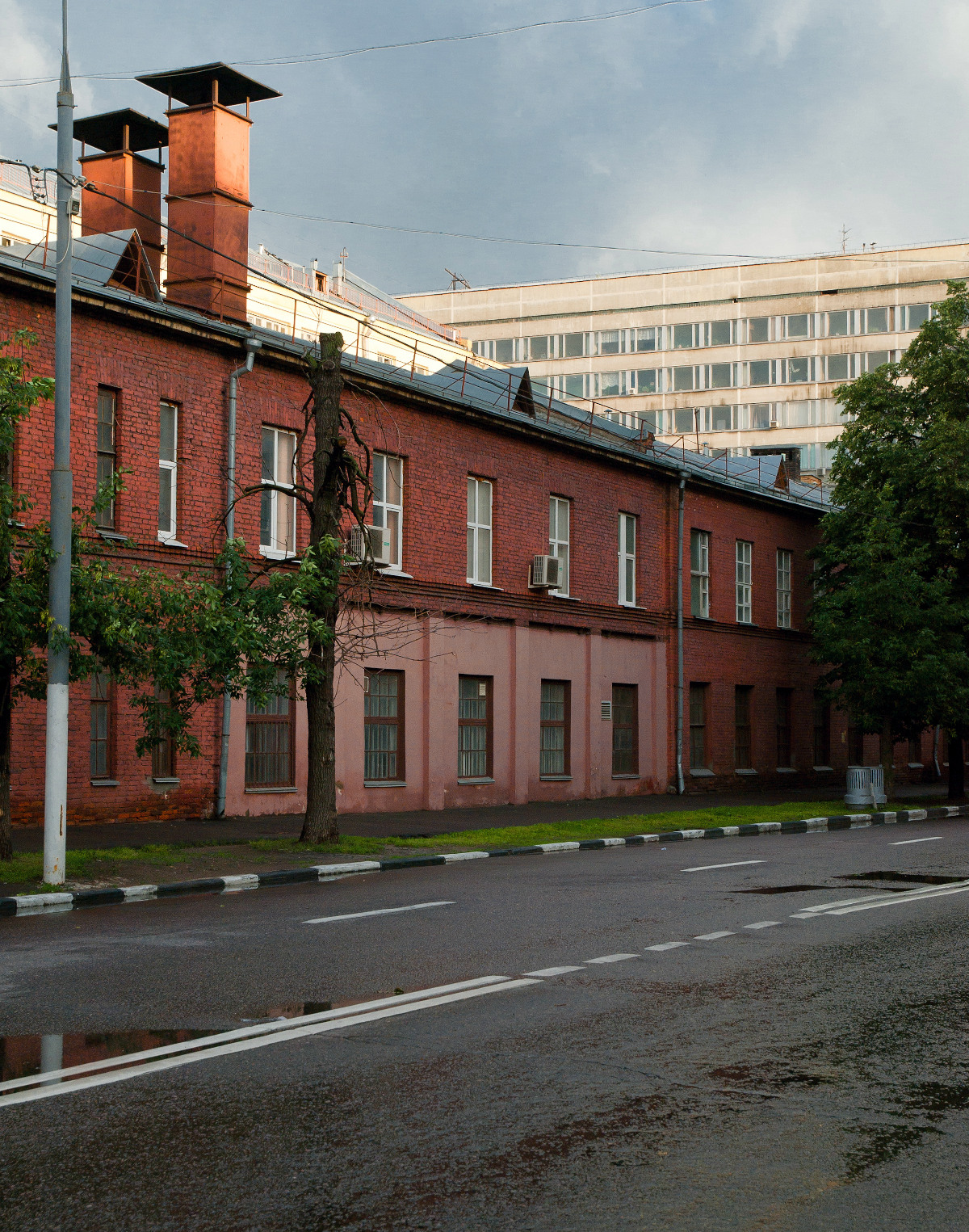
№ 23 стр. 7, один из корпусов завода Бари
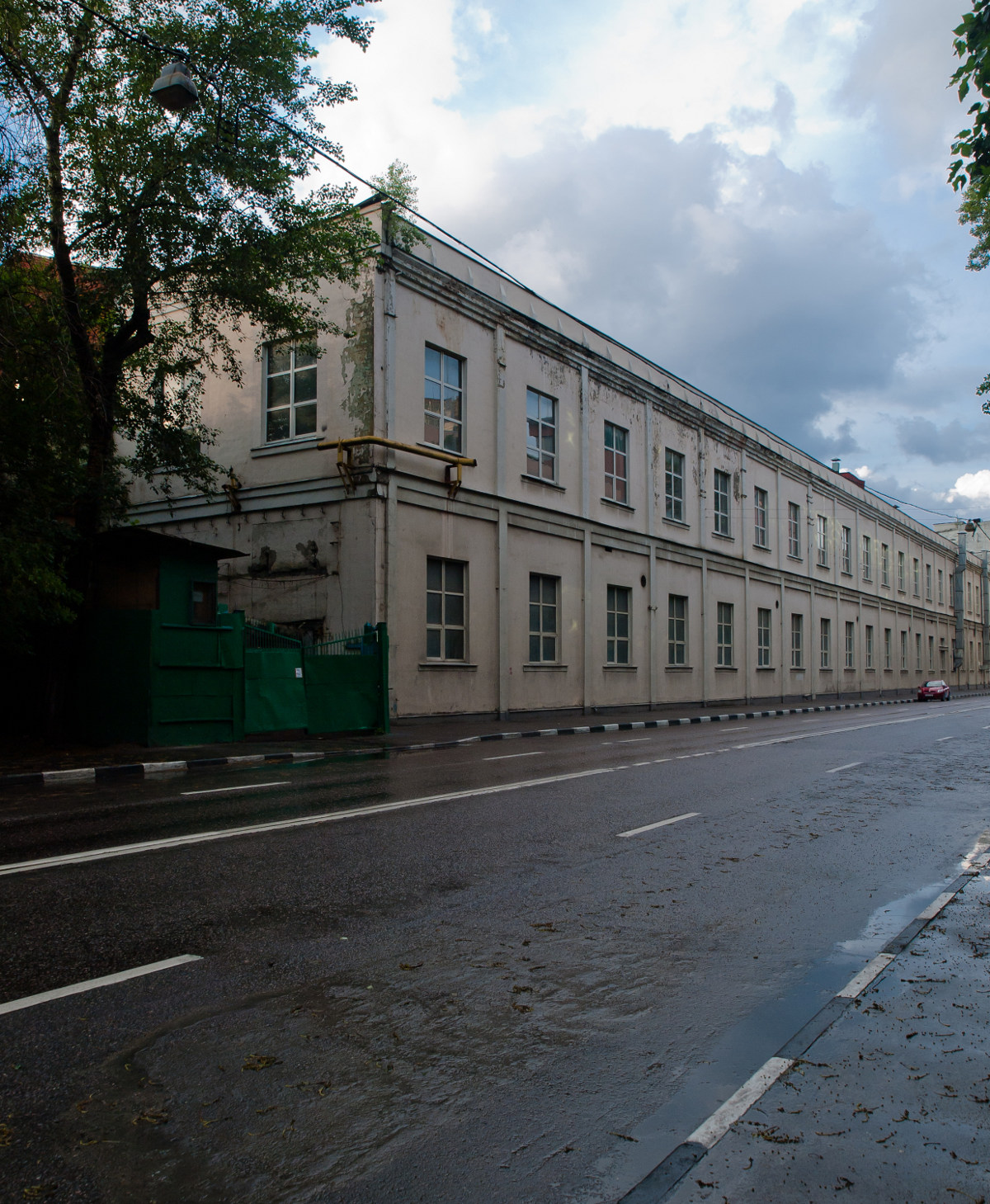
№ 26, здание завода «Динамо»

## Транспорт
- 300 метров от станции метро «Автозаводская».
- Автобусы 766, 944, с799, с835.